# Victor Robert
Victor Robert (ur. 1863, zm. ?) – belgijski strzelec, olimpijczyk, mistrz świata.

## Kariera
Trzykrotny uczestnik igrzysk olimpijskich (IO 1900, IO 1920, IO 1924). Wystartował łącznie w przynajmniej 5 konkurencjach. W Paryżu wystąpił w indywidualnych i drużynowych zawodach w pistolecie dowolnym z 50 metrów, zajmując odpowiednio 16. i 4. miejsce. Podczas igrzysk w Antwerpii osiągnął 6. pozycję w drużynowym strzelaniu z karabinu małokalibrowego stojąc z 50 m, natomiast w 1924 roku zajął 41. miejsce w pistolecie szybkostrzelnym z 25 m.
Robert zdobył 5 medali na mistrzostwach świata, wszystkie w drużynowym strzelaniu z pistoletu dowolnego z 50 m. Wywalczył 3 złote (1905, 1906, 1907), 1 srebrny (1908) i 1 brązowy medal (1914).

## Wyniki

### Igrzyska olimpijskie
| Igrzyska       | Konkurencja                                   | Wynik                             | Miejsce | Źródło |
| -------------- | --------------------------------------------- | --------------------------------- | ------- | ------ |
| Paryż 1900     | Pistolet dowolny, 50 m                        | 351 pkt.                          | 16      | [ 1 ]  |
| Paryż 1900     | Pistolet dowolny, 50 m, drużynowo             | 1823 pkt. (druż.) 351 pkt. (ind.) | 4       | [ 2 ]  |
| Antwerpia 1920 | Karabin małokalibrowy stojąc, 50 m            | NO                                | NO      | [ 7 ]  |
| Antwerpia 1920 | Karabin małokalibrowy stojąc, 50 m, drużynowo | 1785 pkt. (druż.)                 | 6       | [ 4 ]  |
| Paryż 1924     | Pistolet szybkostrzelny, 25 m                 | 13 pkt.                           | 41      | [ 3 ]  |

### Medale na mistrzostwach świata
Opracowano na podstawie materiałów źródłowych:
| Mistrzostwa   | Konkurencja                       | Wynik                             | Miejsce |
| ------------- | --------------------------------- | --------------------------------- | ------- |
| Bruksela 1905 | Pistolet dowolny, 50 m, drużynowo | 2486 pkt. (druż.) 498 pkt. (ind.) |         |
| Mediolan 1906 | Pistolet dowolny, 50 m, drużynowo | 2425 pkt. (druż.) 478 pkt. (ind.) |         |
| Zurych 1907   | Pistolet dowolny, 50 m, drużynowo | 2398 pkt. (druż.) 453 pkt. (ind.) |         |
| Wiedeń 1908   | Pistolet dowolny, 50 m, drużynowo | 2415 pkt. (druż.) 491 pkt. (ind.) |         |
| Viborg 1914   | Pistolet dowolny, 50 m, drużynowo | 2483 pkt. (druż.) 482 pkt. (ind.) |         |